# Patricia Pisani

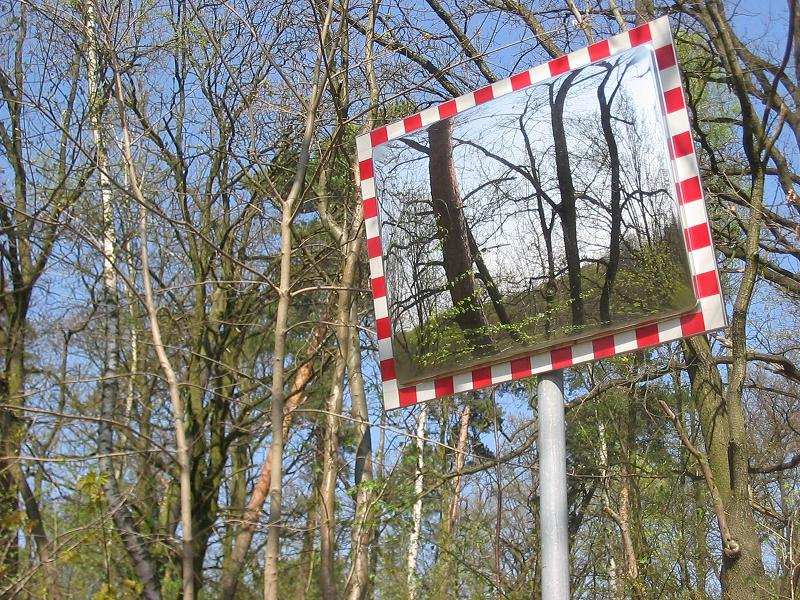
Mahnmal Denkzeichen auf dem Murellenberg

Patricia Pisani (* 1958 in Buenos Aires) ist eine argentinische bildende Künstlerin. 

## Leben
Patricia Pisani studierte ab 1978 an der Akademie der Bildenden Künste in Buenos Aires und wurde 1988 mit dem Preis Junge Künstler '88 ausgezeichnet, der in Buenos Aires jährlich vergeben wird. Seit 1990 lebt Patricia Pisani in Deutschland, wo sie an der Kunstakademie Stuttgart ein Aufbaustudium abschloss. Seitdem hat sie eine Reihe von Lehraufträgen für Kunst und neue Medien sowohl an der Hochschule der Künste, Berlin als auch an der Kunsthochschule Berlin-Weißensee erhalten. 
Im Jahre 2001 erhielt sie den Ersten Preis des Wettbewerbs Denkzeichen zur Erinnerung an die Ermordeten der NS-Militärjustiz am Murellenberg. Die Installation der Künstlerin aus 104 Verkehrsspiegeln auf dem Berliner Murellenberg wurde am 8. Mai 2002 eröffnet. Im Jahr 2013 wurde Pisanis Entwurf für ein Denkzeichen im Hufeland Klinikcampus  in Berlin Buch zum Gedenken an die dortigen Opfer des Nationalsozialismus vom Preisgericht einstimmig zur Ausführung empfohlen.
Sie hat an einer Reihe von Ausstellungen teilgenommen, darunter auch an der Ausstellung Argentinier im Spiegel im Jahre 2001, die von der Botschaft der Republik Argentinien und dem Goethe-Institut veranstaltet wurde. Sie stellte dort gemeinsam mit argentinischen Künstlern wie Celia Caturelli, Miguel Rothschild, Viviana Martínez-Tosar, Martín Mele, Alejandro Dhers, Pablo Castagnola und Pat Binder ihre Arbeiten aus. 2003 erhielt sie den Georg-Kolbe-Preis.